# Zehnpunkt-Keulenwespe
Die Zehnpunkt-Keulenwespe (Sapygina decemguttata) ist ein Hautflügler aus der Familie der Keulenwespen (Sapygidae).

## Merkmale
Die Zehnpunkt-Keulenwespe erreicht eine Körperlänge von 6,5 bis 9 Millimetern. Sie sind dunkel gefärbt, seitlich auf den Tergiten befinden sich zehn kleine weiße Flecken, die zu der deutschsprachigen Bezeichnung der Keulenwespe geführt haben. Die Fühlerkeulen, das sind die besonders bei den Männchen der Keulenwespen ausgeprägten Verdickungen an der Spitze der Antennen, sind bei dieser Art nur schwach ausgebildet.
Die Eier sind 1,25 Millimeter lang sowie 0,25 Millimeter breit, glänzend und an einem Ende spitz zulaufend.
Die Larve der Zehnpunkt-Keulenwespe hat einen orangeroten, quadratischen Kopf und einen weißen, stark glänzenden Körper. Mit den dolchförmigen Mandibeln kann sie Konkurrenten der eigenen Art oder die Larven der Gemeine Löcherbienen, in deren Brutzellen sie sich als Parasitoid entwickelt, überfallen und töten.

## Vorkommen
Die Art ist in Süd- und Mitteleuropa verbreitet, im Norden jedoch recht selten. Sie besiedelt trockene Waldränder, Kahlschläge, Ruderalflächen und im Siedlungsgebiet auch Totholz. Die Tiere fliegen von Mitte Juni bis Ende August. Es wird pro Jahr nur eine Generation ausgebildet, das heißt die Tiere sind univoltin.

## Lebensweise
Die Zehnpunkt-Keulenwespe parasitiert die Gemeine Löcherbiene (Heriades truncorum). Diese legt ihre Brutzellen hintereinander in kleinen Löchern im Holz oder in Halmen an. Von der Zehnpunkt-Keulenwespe werden vor allem die äußeren Nistzellen der Löcherbiene, die nicht nach Süden weisen, und einen Gangdurchmesser von rund 3,5 Millimetern besitzen, bevorzugt. Das Weibchen der Zehnpunkt-Keulenwespe inspiziert das Nest, indem sie mit dem Kopf zuerst in das Loch kriecht. Ist es von einem Weibchen der Gemeinen Löcherbiene bereits mit Nahrung für deren Brut gefüllt worden, kommt die Keulenwespe wieder heraus und legt mit ihrem langen Legestachel ein Ei mitten in die Pollenvorräte des Wirtsnests, während das Wirtsweibchen zur weiteren Nahrungsbeschaffung unterwegs oder damit gerade fertig ist.
Nachdem die Larve der Zehnpunkt-Keulenwespe geschlüpft ist, sucht sie die gesamte Wirtszelle zuerst nach Artgenossen ab, welche gegebenenfalls angegriffen und getötet werden. Anschließend wird das Wirtsei bzw. die Wirtslarve, die an Größe die Keulenwespenlarve deutlich überragen kann, angegriffen und in fünf bis sieben Tagen gefressen. Die Überwinterung findet als Larve in einem weißen Kokon statt, der mit rotbraunen Kotbällchen bestückt ist. Die Puppenruhe dauert 14 bis 25 Tage. Nach der Metamorphose und dem Schlupf aus der Puppenhülle verweilt die Imago bis zu 11 weitere Tage innerhalb des Nests und verlässt dieses knapp vor oder gleichzeitig mit den Löcherbienen aus den hinteren Brutzellen.
Zum Nahrungserwerb besuchen die Imagines der Zehnpunkt-Keulenwespe die Blütenstände von Korbblütlern, wo sie mit ihrer kurzen breiten Zunge Nektar aufnehmen.